# Josef Bernard Hiserle
J.M. can. Josef Bernard Hiserle svobodný pán z Chodova (německy Joseph Bernhard Freiherr Hiserle von Chodau, * v rozpětí období 22. září 1703 – 20. září 1704 — 21. září 1777) byl český šlechtic z rodu Hýzrlů z Chodů a římskokatolický duchovní, kanovník katedrální kapituly u sv. Štěpána v Litoměřicích.

## Život
Pocházel z českého šlechtického rodu pánů z Chodova. Litoměřickým kanovníkem, držitelem kanonikátu královského se stal od roku 1740. 
Uvádí se, že roku 1759 byl propuštěn od královského pruského vojska jako rukojmí do Lipska. V roce 1768 obdržel infule, stal se kapitulním seniorem v litoměřické katedrále sv. Štěpána a konsistoriálním radou litoměřické diecéze.
Josef Bernard Hýzrle z Chodů zemřel 21. září 1777 ve věku 74 let. Z jeho pohřbu se zachoval erbovní štít, který se podle tradice stavěl u rakve zemřelého kanovníka.